# Campionati mondiali di sollevamento pesi 2021 - 64 kg femminile
Le gare di sollevamento pesi della categoria fino a 64 kg femminile — pesi medi — dei campionati mondiali del 2021 si sono svolte il 12 dicembre 2021 a Tashkent presso l'Uzbekistan Sport Complex.

## Programma
L'orario indicato corrisponde a quello uzbeko (UTC+05:00)
| Data             | Orario | Evento   |
| ---------------- | ------ | -------- |
| 12 dicembre 2021 | 10:30  | Gruppo B |
| 12 dicembre 2021 | 16:00  | Gruppo A |

## Medagliate
Per ciascun esercizio, le prime tre classificate sono le seguenti:
| Esercizio | Oro           | Oro    | Argento       | Argento | Bronzo             | Bronzo |
| --------- | ------------- | ------ | ------------- | ------- | ------------------ | ------ |
| Strappo   | Neama Said    | 106 kg | Han Ji-an     | 99 kg   | Chen Wen-huei      | 97 kg  |
| Slancio   | Chen Wen-huei | 135 kg | Neama Said    | 127 kg  | Anastasia Anzorova | 121 kg |
| Totale    | Neama Said    | 233 kg | Chen Wen-huei | 232 kg  | Park Min-kyung     | 217 kg |

## Record
Prima di questa competizione, i record mondiali esistenti erano i seguenti:
| Record mondiale | Strappo | Deng Wei | 117 kg | Tianjin, Cina       | 11 dicembre 2019  |
| Record mondiale | Slancio | Deng Wei | 145 kg | Pattaya, Thailandia | 22 settembre 2019 |
| Record mondiale | Totale  | Deng Wei | 261 kg | Pattaya, Thailandia | 22 settembre 2019 |

## Risultati
| Pos. | Atleta                          | Gr. | Peso atleta | Strappo (kg) | Strappo (kg) | Strappo (kg) | Strappo (kg) | Slancio (kg) | Slancio (kg) | Slancio (kg) | Slancio (kg) | Totale   |
| Pos. | Atleta                          | Gr. | Peso atleta | 1            | 2            | 3            | Pos.         | 1            | 2            | 3            | Pos.         | Totale   |
| ---- | ------------------------------- | --- | ----------- | ------------ | ------------ | ------------ | ------------ | ------------ | ------------ | ------------ | ------------ | -------- |
|      | Neama Said (EGY)                | A   | 63.40       | 100          | 103          | 106          |              | 124          | 127          | 132          |              | 233      |
|      | Chen Wen-huei (TPE)             | A   | 63.80       | 97           | 101          | 101          |              | 126          | 131          | 135          |              | 232      |
|      | Park Min-kyung (KOR)            | A   | 63.60       | 93           | 96           | 98           | 5            | 118          | 121          | 123          | 4            | 217      |
| 4    | Han Ji-an (KOR)                 | A   | 63.80       | 99           | 99           | 99           |              | 116          | 116          | 120          | 7            | 215      |
| 5    | Anastasia Anzorova (RWF)        | A   | 63.90       | 93           | 93           | 93           | 7            | 117          | 121          | 123          |              | 214      |
| 6    | Aysel Özkan (TUR)               | A   | 63.80       | 97           | 97           | 100          | 4            | 116          | 119          | 119          | 6            | 213      |
| 7    | Sarah Cochrane (AUS)            | A   | 63.20       | 90           | 95           | 100          | 6            | 110          | 115          | 121          | 8            | 210      |
| 8    | Rodsukon Sonkaew (THA)          | A   | 63.40       | 92           | 92           | 95           | 10           | 117          | 117          | 119          | 5            | 209      |
| 9    | Tsabitha Alfiah Ramadani (INA)  | A   | 63.60       | 92           | 98           | 98           | 9            | 105          | 110          | 115          | 10           | 202      |
| 10   | Marit Årdalsbakke (NOR)         | B   | 63.70       | 87           | 90           | 92           | 8            | 105          | 108          | 108          | 11           | 200      |
| 11   | Restu Anggi (INA)               | A   | 63.80       | 86           | 91           | 92           | 12           | 110          | 115          | 115          | 9            | 196      |
| 12   | Rachel Siemens (CAN)            | B   | 63.70       | 88           | 90           | 90           | 11           | 107          | 111          | 111          | 12           | 195      |
| 13   | Yasmin Zammit Stevens (MLT)     | B   | 63.70       | 80           | 82           | 84           | 14           | 100          | 103          | 106          | 16           | 187      |
| 14   | Margaret Colonia (PHI)          | B   | 63.90       | 82           | 82           | 82           | 15           | 105          | 108          | 108          | 14           | 187      |
| 15   | Katla Björk Ketilsdóttir (ISL)  | B   | 62.00       | 79           | 85           | 85           | 13           | 98           | 101          | 103          | 17           | 186      |
| 16   | Eleni Revenikioti (GRE)         | B   | 63.80       | 80           | 80           | 83           | 18           | 102          | 104          | 106          | 13           | 186      |
| 17   | Helena Rønnebæk (DEN)           | B   | 62.90       | 80           | 82           | 83           | 17           | 102          | 104          | 107          | 15           | 184      |
| 18   | Komal Khan (IND)                | B   | 63.30       | 81           | 81           | 81           | 16           | 99           | 103          | 103          | 18           | 180      |
| 19   | Elizabeth Granger (NZL)         | B   | 63.30       | 73           | 76           | 79           | 20           | 90           | 90           | 90           | 20           | 166      |
| 20   | Arshika Vijayabaskar (SRI)      | B   | 63.60       | 65           | 70           | 70           | 21           | 85           | 90           | 94           | 19           | 160      |
| —    | Amalía Ósk Sigurðardóttir (ISL) | B   | 60.90       | 78           | 82           | 83           | 19           | 95           | 95           | 101          | —            | —        |
| —    | Mabia Aktar (BAN)               | B   | ritirata    | ritirata     | ritirata     | ritirata     | ritirata     | ritirata     | ritirata     | ritirata     | ritirata     | ritirata |